# Karl-Erik Strömberg
Karl-Erik Johan Strömberg, född 23 juni 1926 i Enslövs församling i Hallands län, är en svensk skoldirektör och politiker (folkpartist).
Karl-Erik Strömberg tog examen som folkskollärare 1951 och blev filosofie magister vid Stockholms högskola 1958. Efter en yrkeskarriär som folkskollärare, adjunkt, studierektor och rektor blev han skoldirektör i Botkyrka kommun 1965–1987.
Han var riksdagsledamot för Stockholms läns valkrets 1969–1979 (under tvåkammarriksdagen i andra kammaren). I riksdagen var han bland annat suppleant i allmänna beredningsutskottet 1969–1970 och i konstitutionsutskottet 1969–1970. Som riksdagspolitiker engagerade han sig inte minst i skolfrågor.